# Ubuntu Budgie
Ubuntu Budgie (anciennement Budgie-Remix) est une variante officielle de la distribution Linux Ubuntu. Sa particularité est d'utiliser Budgie comme environnement de bureau à la place de Gnome, qui est utilisé sur la version originale d'Ubuntu.

## Exemples d'environnements

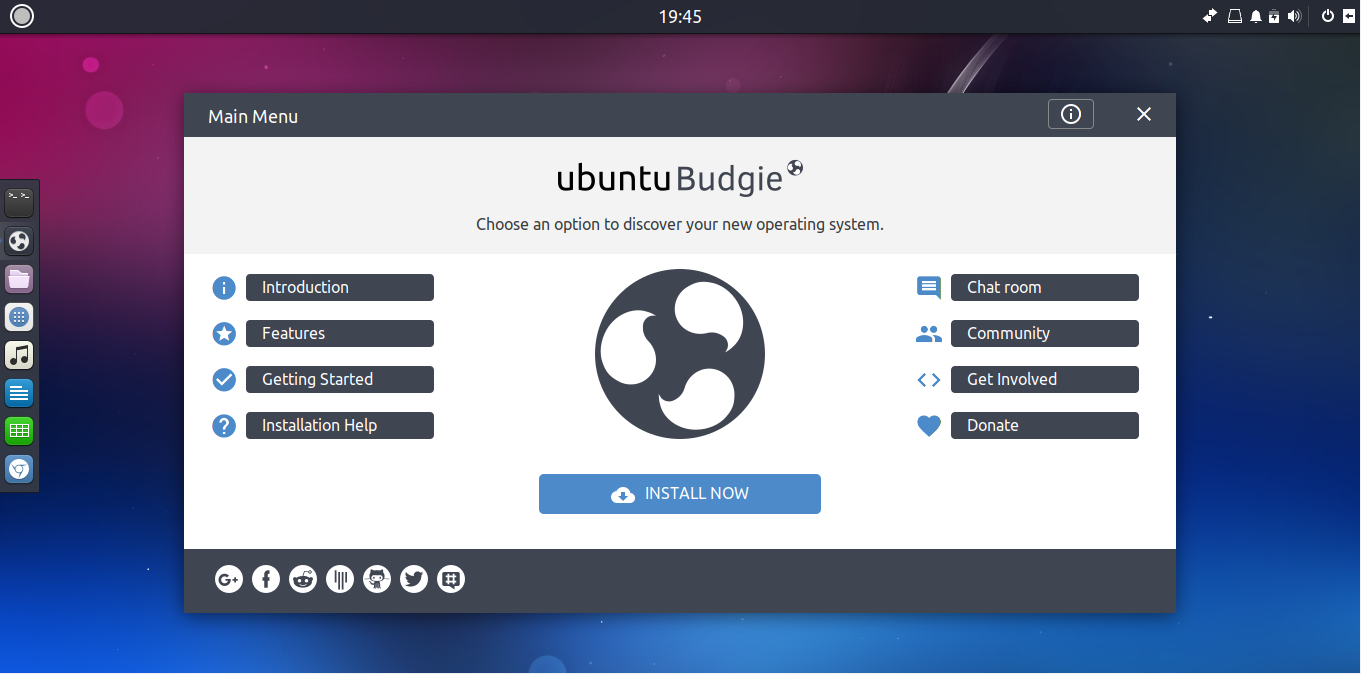
Ubuntu Budgie 17.04 - Écran d'accueil
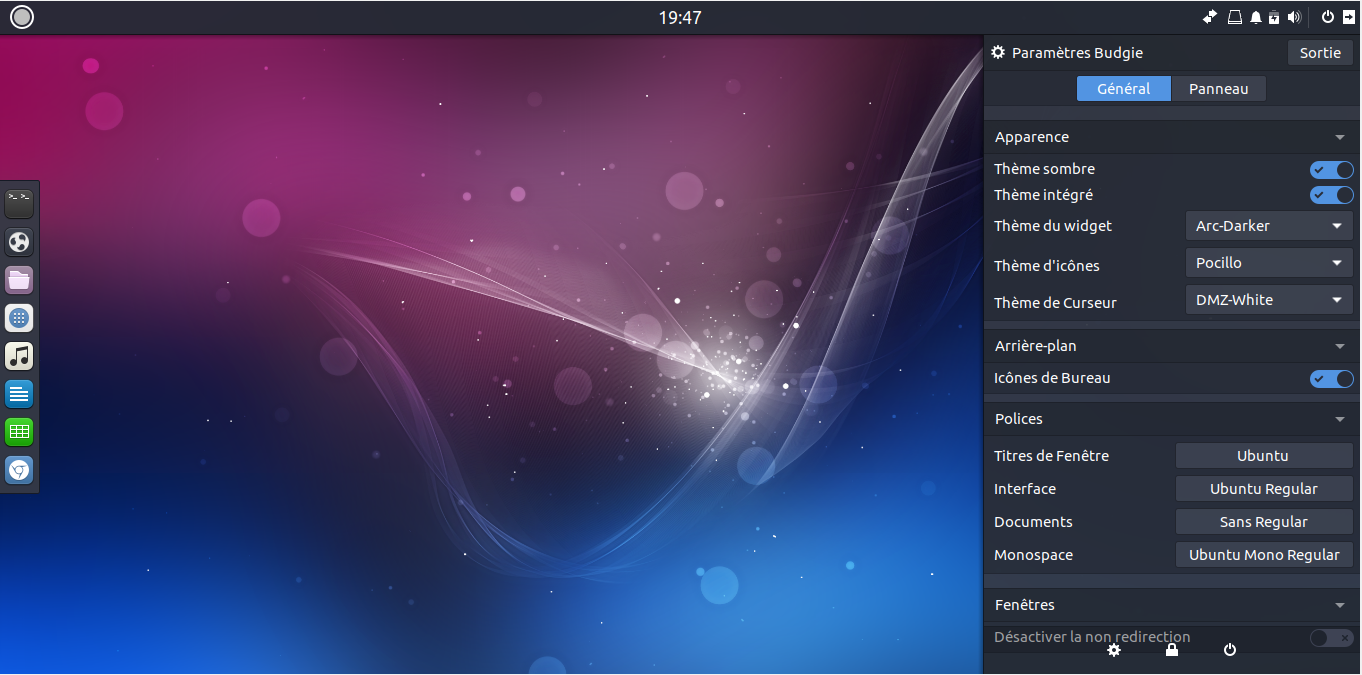
Ubuntu Budgie 17.04 - Volet de paramétrage
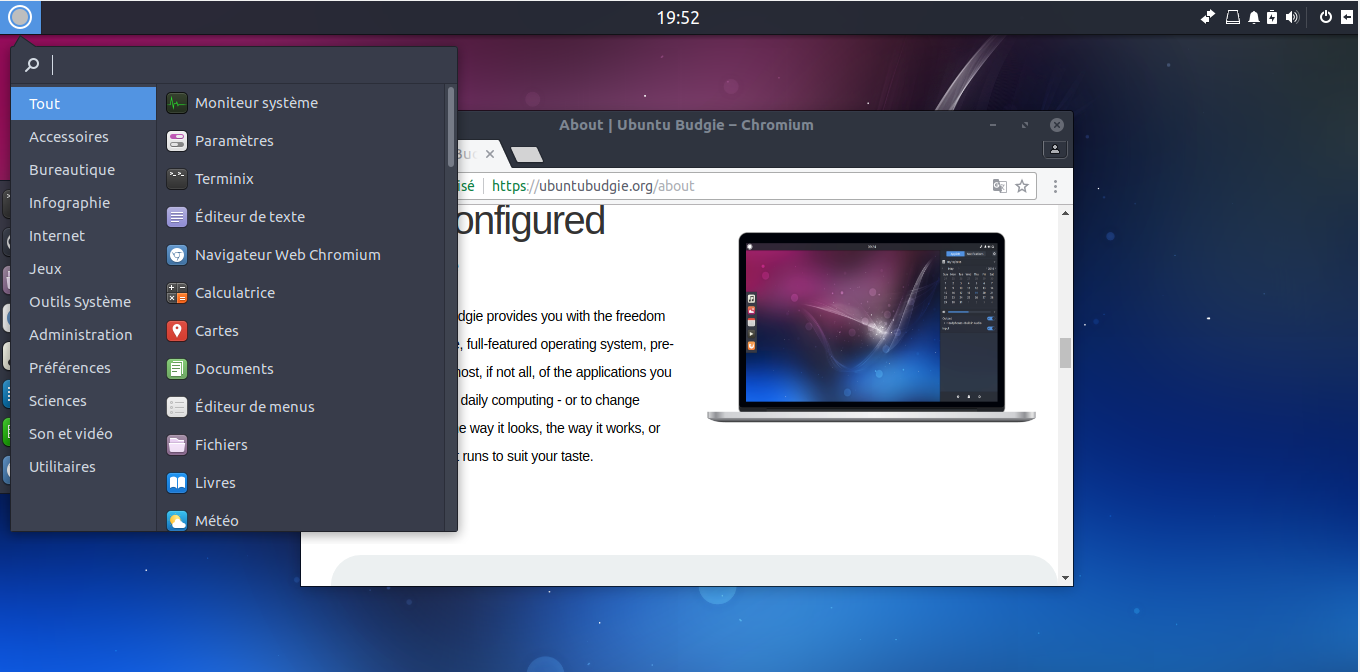
Ubuntu Budgie 17.04 - Menu principal

## Historique
- Commence comme variante non officielle d'Ubuntu 16.04 LTS[3].
- Publication de Budgie-Remix 16.10 en s'appuyant sur le calendrier de développement d'Ubuntu[4].
- Le 9 novembre 2016, Ubuntu Budgie est officiellement reconnue comme étant une saveur officielle d'Ubuntu[5]. Ainsi Ubuntu Budgie est la deuxième variante à être reconnue par les équipes de Canonical après Ubuntu MATE en 2015.
- Embauche Vincenzo Bovino, en tant que nouveau gestionnaire de marque et responsable des relations publiques[6].
- Sortie d'Ubuntu Budgie 17.04 en avril 2017[7], et a été mis à jour vers la version 17.10 en octobre 2017[8].
- Dans Ubuntu Budgie 18.10, le support de l'architecture 32 bits sera abandonné[9]. Le support 32 bits sera également supprimé dans Ubuntu MATE.

## Les versions
| Version au support arrêté | Version toujours supportée | Version actuelle | Version en développement |

| Version    | Nom de code       | Date de sortie | Date de fin de support |
| ---------- | ----------------- | -------------- | ---------------------- |
| 16.04 LTS, | Xenial Xerus      | 25/04/2016     | Aout 2018              |
| 16.10,     | Yakkety Yak       | 16/10/2016     | 20/07/2017             |
| 17.04,     | Zesty Zapus       | 11/04/2017     | Janvier 2018           |
| 17.10,     | Artful Aardvark   | 19/10/2017     | Juillet 2018           |
| 17.10.1    | Artful Aardvark   | 12/01/2018     | Juillet 2018           |
| 18.04 LTS, | Bionic Beaver     | 26/04/2018     | Avril 2021             |
| 18.10      | Cosmic Cuttlefish | 19/10/2018     | Juillet 2019           |
| 19.04      | Disco Dingo       | 18/04/2019     | Janvier 2020           |
| 19.10      | Eoan Ermine       | 17/10/2019     | Juillet 2020           |
| 20.04 LTS  | Focal Fossa       | 23/04/2020     | Avril 2023             |
| 20.10      | Groovy Gorilla    | 22/10/2020     | Juillet 2021           |
| 21.04      | Hirsute Hippo     | 22/04/2021     | Janvier 2022           |
| 21.10      | Impish Indri      | 14/10/2021     | Juillet 2022           |
| 22.04 LTS  | Jammy Jellyfish   | 21/04/2022     | Avril 2025             |
| 22.10      | Kinetic Kudu      | 20/10/2022     | Juillet 2023           |
| 23.04      | Lunar Lobster     | 11/04/2023     | Janvier 2024           |
| 23.10      | Mantic Minotaur   | 12/10/2023     | Juillet 2024           |
| 24.04 LTS  | Noble Numbat      | 25/04/2024     | Avril 2027             |
| 24.10      | Oracular Oriole   | 07/10/2024     | Juillet 2025           |
| 25.04      | Plucky Puffin     | 15/04/2025     | Janvier 2026           |